# Ким Мехмети
Ким Мехмети (на албански: Kim Mehmeti; на македонска литературна норма: Ким Мехмети) е албански писател прозаик, есеист и публицист от Северна Македония.

## Биография
Роден е на 10 декември 1955 година в село Гърчец, Скопско. Пише както на албански, така и на така наречения македонски литературен език и превежда от и на двата езика.
Колумнист е на вестник „Време“, член е на Македонския ПЕН център и на дружеството Независими писатели на Македония. Бил е директор на Центъра за мултикултурно разбирателство и сътрудничество в Скопие, както и главен редактор на Алтернативната информационна мрежа за Северна Македония.
Автор е на романите „Седем нощи тъга“ (1990) и „Селото на прокълнатите деца“ (1998) и на ред сборници с разкази. През 1994 г. печели националната награда за проза именно с един от тях – „Съдбата на Фатуша“.
В България е издаван от „Балкани“.
В 2009 година, в статия („Деди и техните внуци“) за скопския албански вестник „Лайм“, Мехмети пише:
| „ | ...няма друг народ на Балканите, който да е отишъл толкова далеч, че да прави това, което правят тези, които наричат себе си етнически македонци: да променят календара на миналото си, сякаш е сезонен плод, който може да бъде изкоренен и засаден отново във всяка друга градина или като че ли е дърво, чиито клони можете да присадите на всяко друго дърво, което ви скимне. И така, много народи на Балканите са украсили миналото си с каквото могат, но никой не е направил това, което тези, които наричат себе си етнически македонци правят: от време на време те променят своите свидетелства за раждане, поправят имената на своите дядовци в зависимост от политически обстоятелства и всеки път, когато им скимне, такива каквито са, те си мислят, че заслужават предци, които са по-известни от истинските им предци, и че те са внуци, които не заслужават просто кой да е дядо. | “ |

Заради отхвърлянето на македонизма, противопоставянето му на великосръбския шовинизъм, просръбската политика в Северна Македония и подкрепата му за сближаването на Българи и Албанци и за защита на общите им интереси, на 25 декември 2021 година е повикан в скопската прокуратура да се яви на 13 януари 2022 година по жалба, подадена от комунистическата партия „Левица“ по обвинение в „подигравки с македонския народ“.

## Произведения
- „Прахът, който пониква“, разкази („Pluhuri që mbin“, Flaka e vëllazërimit, Shkup, 1986);
- „Тъгуване“, разкази („Dënesje“, Rilindja, Prishtinë, 1988);
- „Изместени рапсодии“, разкази („Поместени рапсодии“, Мисла, Скопје, 1989);
- „Седем нощи тъга“, роман („Shtatë netë dënesje“, Rilindja, Prishtinë, 1990; „Седум ноќи тага“, Мисла, Скопје, 1990);
- „Болеро“, разкази („Bolero“, Rilindja, Prishtinë, 1991);
- „Начек“, разкази („Начек“, Култура, Скопје, 1991);
- „Съдба“, разкази („Fati“, Flaka e vëllazërimit, Shkup, 1992);
- „Съдбата на Фатуша“, разкази („Fati i Fatushës“, FI-GA, Tetovë, 1994);
- „Смъртта на магьосницата“, разкази („Vdekja e magjistares“, Shtëpia Botuese e Lidhjes së Shkrimtarëve, Tiranë, 1994);
- „Рибата Екстасис“, разкази („Рибата екстасис“, Култура, Скопје, 1994);
- „Събирачи на увехнали цветя“, разкази („Vdekja e magjistares“, FI-GA, Tetovë, 1995);
- „Нора“, разкази, („Нора“, ИК Феникс, Скопје, 1996);
- „Лунен цвят“, разкази („Lulehëna“, Dukagjini, Pejë, 1997; „Месечев цвет“, Logos-A, Скопје, 1997);
- „Село на прокълнатите деца“, роман („Fshati i fëmijve të mallkuar“, Dukagjini, Pejë, 1998; „Село на проколнатите деца“, Зумпрес, Скопје, 1998);
- „Село без гробища“, разкази („Fshati pa varreza“, Dukagjini, Pejë, 2000; „Село без гробишта“, Макавеј, Скопје, 2003);
- „Там и някога“, роман („Atje dhe dikur“, Dukagjini, Pejë, 2002);
- „Ритуалите на Нишане“, роман („Ritet e Nishens“, Dukagjini, Pejë, 2004; „Ритуалите на Нишане“, Макавеј, Скопје, 2006);
- „Къща на края на селото“, разкази („Shtëpia në fund të fshatit“, Toena, Tiranë, 2006);
- „В джоба на елека на баба ми“, разкази („Në xhepin e jelekut të gjyshes“ Toena, Tiranë, 2007);
- „Така ходи човекът“, книга за Али Алиу („Ashtu ecën njeriu“ Ideart, Tiranë, 2007).[4]